# سد نزهله
سد نزهله (به لاتین: Nzhelele Dam) یک سد قوسی در آفریقای جنوبی است که در لیمپوپو واقع شده‌است.